# Éditions du remue-ménage
Éditions du remue-ménage est une maison d'édition québécoise fondée en 1976 par un collectif de femmes. La maison d'édition a pour but de « soutenir et faire avancer la réflexion sur la condition des femmes », au Québec et ailleurs, et se spécialise dans la publication d'œuvres de femmes et de textes féministes.

## Politique éditoriale
Fortement liée à divers mouvements féministes, (groupes communautaires, départements universitaires), la maison d'édition cherche à faire connaître les travaux, les actions, les créations et les recherches de ces groupes au plus grand public. Elle publie des ouvrages de fiction (roman, théâtre, nouvelles), de la poésie et des essais dans les domaines de l'éducation, de l'histoire, de la santé, du travail social, de la politique, etc.
Elle publie depuis 1978 l'Agenda des femmes, devenu l'Agenda des féministes depuis l'édition 2024. La cartographie de ce projet littéraire et social permet de décrire l'évolution des travaux, des autrices et de leurs collaborations, depuis les enjeux de « l'histoire, du travail et de l'amour » des années 1980, l’institutionnalisation du féminisme des années 2000, jusqu'au renouveau générationnel des années 2010. 
Le catalogue de la maison d'édition comprend plus de 250 titres.

## Auteures
(liste non exhaustive)
- Anne Archet
- Margaret Atwood
- Val Bah
- Denyse Baillargeon
- Louky Bersianik
- Nicole Brossard
- Caroline Dawson
- Martine Delvaux
- Micheline Dumont
- Louise Dupré
- Diane Lamoureux
- Mona Latif-Ghattas
- Andrée Lévesque
- Simonne Monet-Chartrand
- Hélène Pedneault
- Pol Pelletier
- Louise Portal
- Christine Redfern
- Karine Rosso
- Andrée Yanacopoulo